# Referendum in Groenlandia del 1982
Il referendum groenlandese sull'adesione alla Comunità economica europea del 1982 si tenne per chiedere alla popolazione groenlandese, se desiderava che la Groenlandia continuasse ad essere membro della Comunità economica europea (CEE) (oggi assorbita dall'Unione europea). La consultazione si svolse il 23 febbraio 1982.
La Groenlandia aderì alla CEE nel 1973, congiuntamente all'adesione della Danimarca. In conseguenza al referendum, la Groenlandia votò per abbandonare l'Unione; il suo governo negoziò tuttavia un accordo, con il quale la CEE mantenne i propri diritti sulla pesca. La Groenlandia continua ad essere considerata un territorio d'oltremare, che gode degli accordi di associazione con l'Unione europea.

## Risultati
|                      |    | Voti   | %       |
| -------------------- | -- | ------ | ------- |
| RISPOSTA NEGATIVA    | No | 12 615 | 53,02 % |
| RISPOSTA AFFERMATIVA | Sì | 11 180 | 46,98 % |
| Totale voti validi   |    | 23 795 | 100%    |

Fonte: Svar på spm. om Nicetraktaten, folkeafstemning, til udenrigsministeren Archiviato il 16 luglio 2011 in Internet Archive.